# ニャッキ!
ニャッキ！（KNYACKI!）は、1話5分弱のクレイアニメ作品とその主人公の名前。NHK教育テレビ「プチプチ・アニメ」で1995年から放送中。2016年4月、AbemaTVの『なつかしアニメ』内で配信を開始した。

## 概要
イモムシの主人公・ニャッキの日常を描く。製作は伊藤有壱。音楽担当はマンドリン奏者の竹内信次。近年の製作ペースは年に2本程度であり、現在まで49話が製作されている。
それぞれのキャラクターに声優はいるが彼らが明確にセリフを言うことはなく、ほぼ鳴き声や効果音（「ニャッ！」など）で感情を表現しており、声そのものも加工されている。
作品舞台の多くは日本のとある街が使われており、ニャッキの視点から人間の世界を観ることになる。キャラクター以外の背景やオブジェクトを実物や粘土以外の模型、写真を用いている。
2025年4月、1995年の放送開始から30周年を迎えた。

## 放送時間
- 5分番組のため、NHKの編成の都合により変わり続けているが、朝と夕方の放送が基本。2001年度以降は偶数月の毎週火曜日に放送されていたが、2007年度より、3ヶ月毎の放送に変更、4月〜6月、及び10月〜12月の毎週火曜日に変更された（1月〜3月、7月〜9月の毎週火曜日は「ロボットパルタ」を放送。3学期は毎月「ロボットパルタ」を放送のため、この場合は12月が「ニャッキ!」を放送する年度最後の月でもあった）。2010年度から朝の放送時間の変更に伴い、放送月も偶数月の火曜日に戻された。
- また、国民スポーツ大会（旧称「国民体育大会」）などのスポーツ中継により、再放送が休止されることがある。

### 現在
- 2025年4月 - …朝6時台の枠が一部変更（6:40 - 6:45）[2]となり、朝8時台（8:45 - 8:50）の枠は変わらず。他の作品などとの兼ね合いや再放送廃止の事情から不定期放送となっている。

### 過去
- 2024年4月 - 2025年3月 …他の作品などとの兼ね合いや再放送廃止の事情から不定期放送で朝6時台（6:50 - 6:55）または朝8時台（8:45 - 8:50）の枠で放送していた。

- 2022年4月 - 2024年3月 …水曜から金曜までの不定期放送 8:45 - 8:50（本放送）、月曜と火曜は「ミニアニメ」となり、「プチプチ・アニメ」とは異なる作品が放送されていた。

- 2014年4月 - 2022年3月 …隔週火曜（ロボットパルタと交互に放送） 8:50 - 8:55（本放送）、15:40 - 15:45（再放送）
- 2013年4月 - 2014年2月 … 偶数月の火曜 8:50 - 8:55（本放送）、15:40 - 15:45（再放送）
- 2012年4月 - 2013年2月 … 偶数月の火曜 8:40 - 8:45（本放送）、15:40 - 15:45（再放送）
- 2011年4月 - 2012年2月 … 偶数月の火曜 8:40 - 8:45（本放送）、16:00 - 16:05（再放送）
- 2010年4月 - 2011年2月 … 偶数月の火曜 7:55 - 8:00（本放送）、16:15 - 16:20（再放送）
- 2007年4月 - 2009年12月 … 4月〜6月、10月〜12月の火曜 8:30 - 8:35（本放送）、16:15 - 16:20（再放送）
- 2005年4月 - 2007年2月 … 偶数月の火曜 8:30 - 8:35（本放送）、16:15 - 16:20（再放送）
- 2003年4月 - 2005年2月 … 偶数月の火曜 8:25 - 8:30（本放送）、16:15 - 16:20（再放送）
- 2001年4月 - 2003年2月 … 偶数月の火曜 8:26 - 8:31（本放送）、16:16 - 16:21（再放送）
- 1999年4月 - 2001年3月 … 毎週火曜 8:25 - 8:30（本放送）、16:15 - 16:20（再放送）
- 1999年4月 - 2000年3月には、水曜日の1:50 - 1:55（火曜深夜）にも放送されていた。その当時、NHK教育テレビは現在同様午前2時で君が代を流して放送を終了していたが、その前の穴埋めとして「プチプチ・アニメ」と「プレマップ」が編成されていた。

## 登場キャラクター
ニャッキ
声 - 安原佐知子
本編の主人公。毛が3本の黄色い頭と水色の体のイモムシ。歩き方は、シャクトリムシに似ていて、歩く時に「ニャッ」と音がする。基本的に言葉を発することはないのだが、驚いたり怒ったりすると効果音に似た声を出す。また、口笛も得意。
よく好物である赤い実のついた小枝を抱えている。身体能力は虫の限界を超えている。
ピンクちゃん
声 - 川村万梨阿
ニャッキのガールフレンド。リボンを付けた金髪が生えた黄色い頭とピンクの体のイモムシ。食欲旺盛。
フルール
声 - 川村万梨阿
派手な風貌のマゼンタの毛虫。異常な食欲で何でも食べる。ニャッキの求愛を何回か蹴っている。
その他、カタツムリ、チョウ、クモ、イヌ、魚、鳥等、その回のみ登場するゲストキャラクターがいる。また、ニャッキとは色違いのイモムシが複数登場することもある。

## 各話リスト
39話まで4:3のSD（地デジはサイドパネルを用いたアプコン放送）。40話からフルHD放送。太字の話数は2025年現在でDVDが発売されていない。
| 話数 | サブタイトル                                  |
| ---- | --------------------------------------------- |
| 1    | 風 / スウィーティー / どうろ / くちぶえ       |
| 2    | サラダ / 彫刻 / レコード / カナアミ           |
| 3    | チクタク / （指輪） / スイートホーム          |
| 4    | 食う / トイレットペーパー / 空きビン          |
| 5    | 蚊取り線香 / バドミントン / かざぐるま        |
| 6    | 3つの願い / 地球儀                            |
| 7    | ハミガキ / アイスホッケー                     |
| 8    | ニャッキ大きくなる                            |
| 9    | アリ / トウモロコシ                           |
| 10   | ニャッキ南へ向かう / センタク日和             |
| 11   | 夏だ海だヤドカリだ！                          |
| 12   | 釣り / 鳥の巣 / 初雪                          |
| 13   | アンテナ / マンドリン                         |
| 14   | ニャッキ夏の海へ                              |
| 15   | 新体操 / Fall / くちぶえ2                     |
| 16   | マカロニ！                                    |
| 17   | 赤い◯                                         |
| 18   | ラジオ / ねんどパラダイス / はっぱ            |
| 19   | グラフィック / 水のみ場                       |
| 20   | 雨                                            |
| 21   | うつせみ / ホワイト・ファイト                 |
| 22   | ビッグノーズ / コーヒーブレイク               |
| 23   | めざまし / ししおどし                         |
| 24   | くちぶえ物語                                  |
| 25   | ピンク・ダイエット / ウィリアムテル / 超変型  |
| 26   | キノコ★ミラー                                 |
| 27   | B.B.Q. 他                                     |
| 28   | BONSAIアパートメント                          |
| 29   | SODA CAFE                                     |
| 30   | レモン・リング                                |
| 31   | 鳥カゴ                                        |
| 32   | ピーナッツLOVE / ボーリング / Peanuts Battle! |
| 33   | プラネタリウム                                |
| 34   | サクランボ！                                  |
| 35   | ふみきり/モビール                             |
| 36   | 冬の窓                                        |
| 37   | 雪だるま                                      |
| 38   | 金魚                                          |
| 39   | ガムボール / ツタ                             |
| 40   | 芸術とは？                                    |
| 41   | スカイツーリング                              |
| 42   | カメ 他                                       |
| 43   | ニャッキペン                                  |
| 44   | ガラクタDANCE                                 |
| 45   | 雨あがりのハスに                              |
| 46   | カレイドスコープ                              |
| 47   | ヨーヨーヨー！！！                            |
| 48   | きりかぶレコード                              |
| 49   | ニャッキの運動会！                            |

- パーパーニャキニャキ！？ 第1回「ほら！ニャッキはそこにいる」：2011年10月10日放送のメイキング番組。

- 番外編として、NHKの受信料周知サイト「受信寮の人々」の中で、ニャッキが「寮にこっそり住みつくイモムシ」として、ショートムービーなどに登場している。

## ビデオ・DVD化
ポニーキャニオンより発売。VHSとDVDのいずれも5話収録。現在で49話分が制作されているが2008年12月17日時点で発売されたDVDに収録されているのは35話までであり、36話以降は2025年現在でDVD化されておらず未収録となっている。
VHS
- ニャッキ！① （1997年5月16日発売）
- ニャッキ！② （1999年8月18日発売）
- ニャッキ！ スペシャル①（2000年11月15日発売）
- ニャッキ！ スペシャル②（2000年11月15日発売）
- ニャッキ！③ （2000年12月20日発売）
- ニャッキ！④ （2002年7月3日発売）
- ニャッキ！ くちぶえ物語篇（2003年9月18日発売）
- ニャッキ！ SODA CAFE篇（2006年2月24日発売）

DVD
- ニャッキ！ くちぶえ物語篇（2003年9月18日発売）
- ニャッキ！ スウィーティー篇（2003年11月19日発売）
- ニャッキ！ 大きくなる篇（2003年11月19日発売）
- ニャッキ！ ニャッキ夏の海へ篇（2003年12月17日発売）
- ニャッキ！ マカロニ！篇（2003年12月17日発売）
- ニャッキ！ SODA CAFE篇（2006年2月24日発売）
- ニャッキ！ サクランボ！篇（2008年12月17日発売）

## サウンドトラック
ニャッキ！ オリジナルサウンドトラック
2003年9月18日　ポニーキャニオンより発売　全33曲　PCCG-00620

## 受賞歴
- ANIMEXPO SEOUL 入選
- 第1回文化庁メディア芸術祭アニメーション部門 優秀賞[4][5]
- 第12回文化庁メディア芸術祭アニメーション部門 審査委員会推薦作品 - 「ふみきり」[6]
- ABU賞（環太平洋TV賞）
- BANFF International Student Juny Award BEST ANIMATION PROGRAM